# Chiesa dei Santi Jacopo e Martino
L'Arcipretura dei Santi Jacopo e Martino sorge in vetta al borgo medievale di Uzzano, in Valdinievole, diocesi di Pescia, provincia di Pistoia. È sede parrocchiale.

## Storia

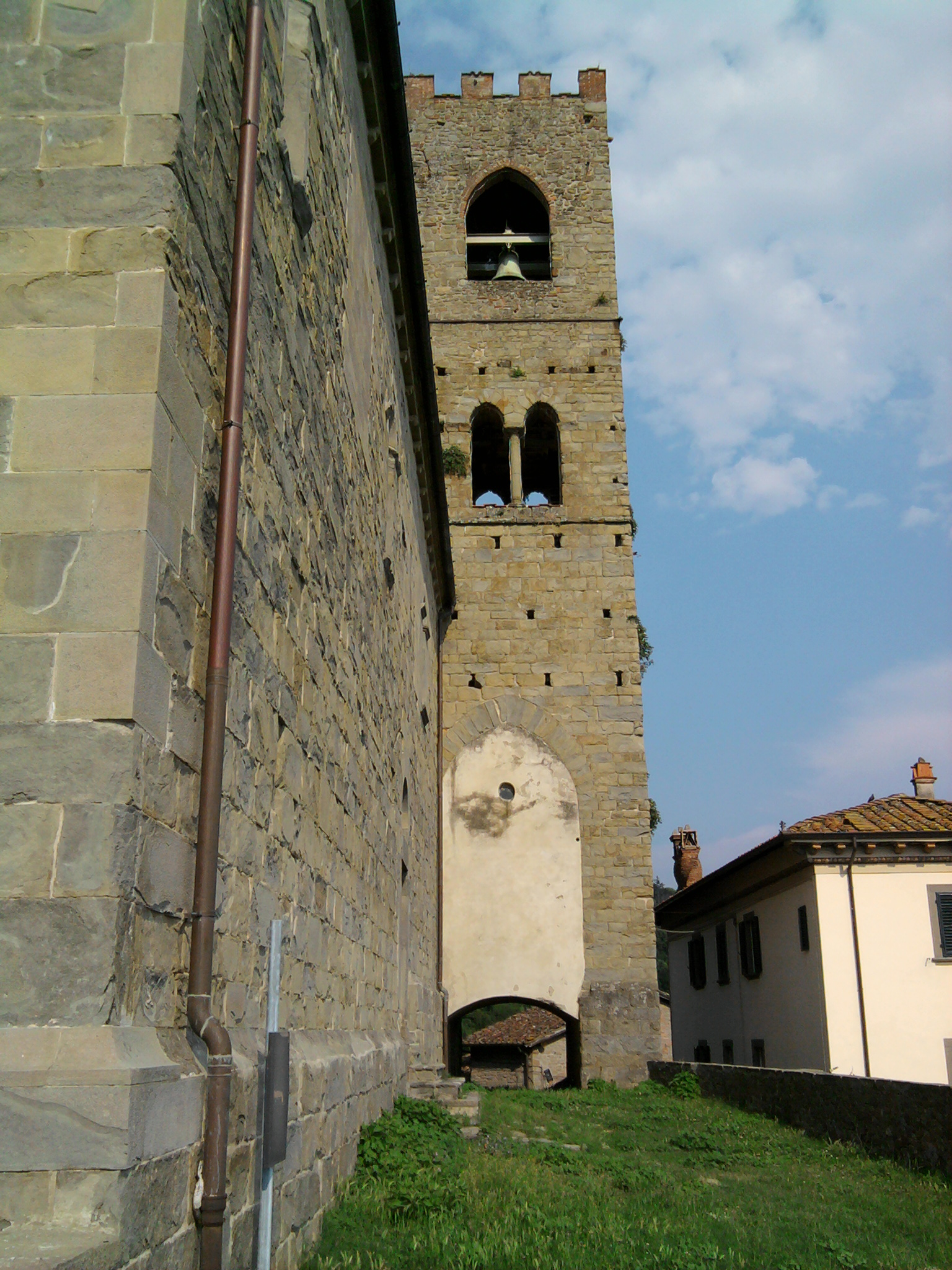
Prospetto laterale e campanile della chiesa

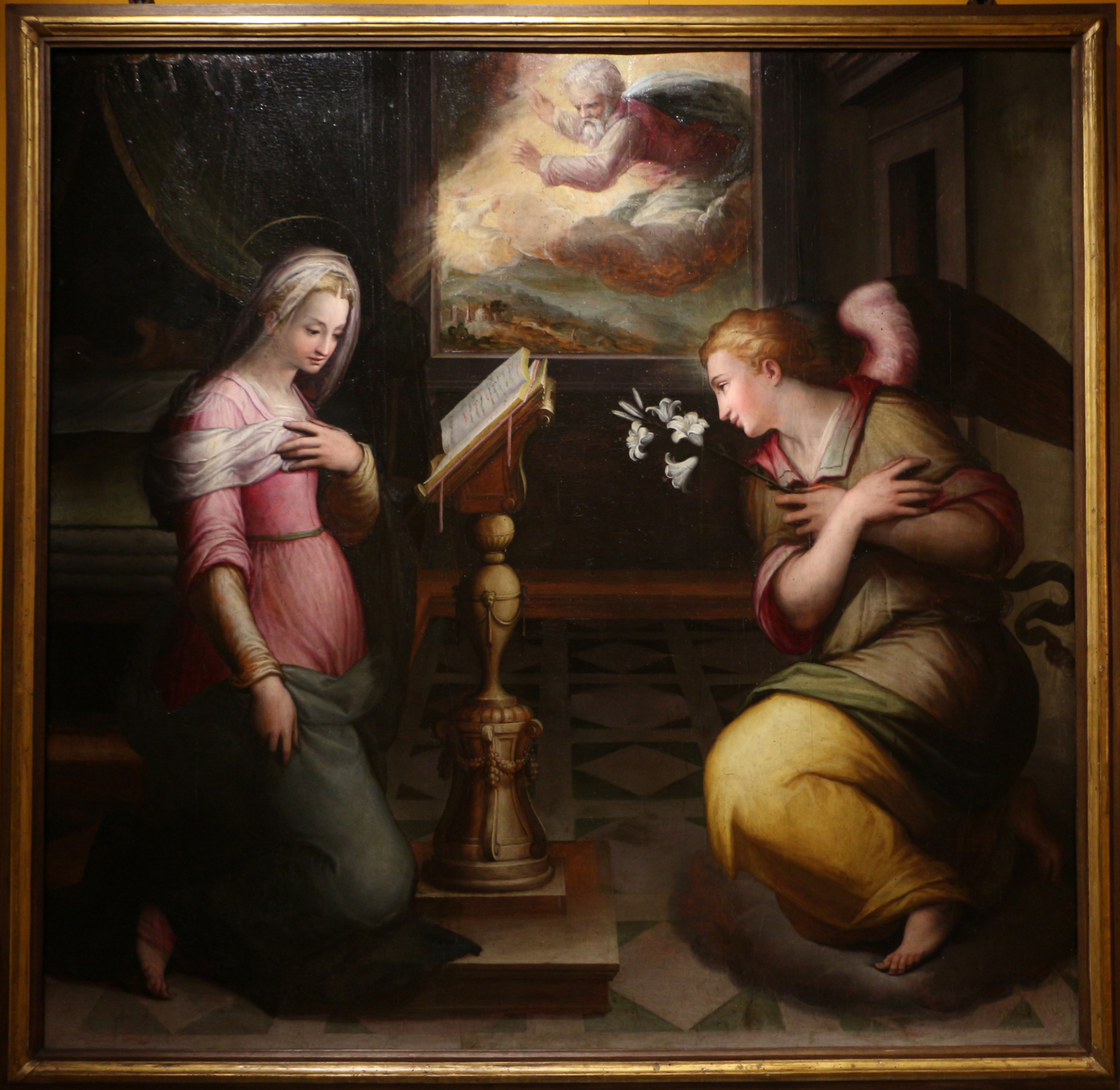
La pala del Naldini

Edificata a cavallo tra il XII secolo e il XIII secolo, nell'estimo delle chiese lucchesi del 1260 risulta come filiale della pieve di Santa Maria di Pescia. In origine dotata del titolo di rettoria, ottenne il privilegio del fonte battesimale il 17 giugno 1388, con bolla pontificia di Urbano VI, anche se l'acquisizione del fonte divenne definitiva soltanto nel 1443, grazie a una sentenza del vescovo di Lucca Baldassarre Magni. 
Nel 1625, la chiesa divenne pieve e, infine, nel 1729, dopo la nascita del vescovato di Pescia, fu innalzata al rango di arcipretura. Primo arciprete fu Giovanni Michele Fratini, già pievano dal 1700.

## Descrizione
È in stile romanico, anche se tra il XVII e XVIII secolo fu sottoposta a pesanti trasformazioni barocche nell'interno e sulla facciata fu costruito un loggiato sormontato da due stanze d'abitazione. Un radicale restauro condotto tra il 1890 e il 1910 eliminò gli interventi sei-settecenteschi e l'edificio fu più o meno riportato all'aspetto originario. La facciata presenta un bel portale in pietra serena con gli stemmi dell'Aquila imperiale, del Giglio fiorentino e del Fuoco, simbolo di Uzzano, sopra di esso una rostra in marmi bianco di Carrara e verde serpentino di Prato. Dello stesso materiale anche il rosone e le decorazioni del sottotetto. In alto, una finta loggetta a colonnine, ripristinata durante il suddetto restauro.
L'interno è a una navata con soffitto a capriate. Ai lati dell'ingresso, i due loggiati della cantoria, sotto i quali si trova un ciclo d'affreschi cinquecenteschi attribuiti alla scuola del Sodoma. Sotto il loggiato di sinistra, si trova, in una nicchia, una statua di Sant'Antonio Abate di Giovanni della Robbia e il bel fonte battesimale seicentesco in marmo, con coperchio ligneo finemente intagliato. Sotto il loggiato di destra, una stupenda acquasantiera romanica (XIII secolo). 
In chiesa si custodiscono molte tele del Cinquecento e del Seicento, tra cui una Madonna del Rosario con i Santi Giovanni Battista e Maddalena attribuita a Francesco Brina e databile tra ottavo e nono decennio del Cinquecento, una Annunciazione di Giovan Battista Naldini, un San Francesco con le stigmate e un San Girolamo del pittore uzzanese Alessandro Bardelli e uno Sposalizio della Vergine di Alessio Gimignani. 
Nell'unica cappella laterale è l'immagine, incorniciata da una tela con i Santi Rocco e Sebastiano, della Madonna del Buon Consiglio, portata da Roma nel 1753 dall'Arciprete Antonio Ansaldi. In una nicchia della cappella laterale, la statua in terracotta policroma dell'Immacolata Concezione (XVI sec.). A lato della cappella si trova il notevole il pulpito ligneo, risalente al XVII secolo.
L'altare maggiore settecentesco conserva lo scheletro di Sant'Innocenzo ed è sovrastato da un Crocifisso seicentesco. L'abside fu costruita nel XVI secolo, ma fu decorata in stile rococò nel Settecento; nell'altare a muro è contenuto un bellissimo Crocifisso trecentesco, detto del bel tempo, perché sembra che la sua scopertura propizi la bella stagione. È venerato dalla locale Confraternita di Misericordia, che lo riconosce come patrono sin dalla sua fondazione (1672).

## Il campanile
Il campanile, duecentesco, trae origine da una struttura difensiva, come dimostra l'imponente arco a sesto acuto alla sua base, parzialmente otturato. Al piano terra della torre, è presente un affresco quattrocentesco attribuito a Neri di Bicci raffigurante La Crocifissione tra Maria Vergine, San Giovannino e i Santi Martino e Jacopo.  
La cella campanaria ha un concerto di cinque campane. Delle due campane grandi, la maggiore è del 1622, fusa da Antonio Ceranino, la minore fu rifusa nel 1904 da Lorenzo Lera di Segromigno. Delle tre campane piccole, una risale al 1661, una è del 1816 e la terza fu fusa nel 1866 da Luigi Magni di San Quirico di Valleriana, danneggiata, fu rifusa un secolo dopo dalla ditta Lera di Viareggio. 

## Cronotassi dei Pievani e degli Arcipreti di Uzzano
- Lorenzo Orlandi da Pescia † (1568 - 1º agosto 1594)
- Domenico Magi † (1594 - 1608)
- Francesco Lemmi † (1608 - 1632)
- Lorenzo Pagni † (1632), economo spirituale
- Benedetto Betti † (1632 - 1645)
- Orazio Oradini da Pescia † (1645 - 1669)
- Mariotto Bocciantini † (1669 - 1675), precettore del celebre musicista Bernardo Pasquini
- Giovan Battista Lotti † (1675 - 1709)
- Giovanni Michele Fratini † (1709 - 1736), arciprete dal 1729
- Antonio Ansaldi † (1736 - 1760), zio del celebre pittore Innocenzo Ansaldi
- Antonio Domenico Anzilotti † (1760 - 1779)
- Francesco Bianucci † (1779 - 1803)
- Pasquale Grazzini † (1803 - 1812)
- Carlo Antonio Toldi † (1812)
- Properzio Anzilotti † (1812 - 1828)
- Giuseppe Buongiovanni † (1828 - 1875)
- Romualdo Lazzeroni † (1875 - 1908)
- Narciso Zari † (1908 - 1923)
- Gino Giuntoli † (1923 - 1945)
- Germano Brizzi † (1945 - 1947)
- Lino Michelotti † (1947 - 1962)
- Rinaldo Stretti † (1963 - 1990)
- Alessandro Giachini † (1990 - 1993)
- Oreste Carlo Agnesi (1993 - 2006)
- Angelo Stragliotto (2006 - 2017)
- Bernie del Rio (2017- in carica)